# Cho So-hyun
Cho So-hyun (en coreano: 조소현; Seúl, 24 de junio de 1988) es una futbolista surcoreana. Juega de centrocampista y su equipo actual es el Birmingham City de la FA Women's Championship. Es internacional absoluta por la selección de Corea del Sur desde el 2007, donde además es capitana y es la jugadora con más partidos disputados por su selección.

## Trayectoria

### Hyundai Steel Red Angels
Cho anotó dos goles el 20 de noviembre de 2017 en la victoria por 3-0 sobre el Hwacheon KSPO en el encuentro de vuelta de la final del WK League. Terminó su última temporada 2017 en los Steel Red Angels ganando su cuarto título de liga con el club. 

### Préstamo al INAC Kobe Leonessa
El 29 de enero de 2016 fue enviada a préstamo al INAC Kobe Leonessa de Japón. Debutó el 26 de marzo en la victoria por 3-1 sobre el Konomiya Speranza Osaka-Takatsuki. El 25 de diciembre anotó su tiro en la tanda de penaltis de la final de la Copa de la Emperatriz 2016, fue victoria sobre el Albirex Niigata y la sexta copa para el equipo. El 12 de enero de 2017, Cho regresó al Hyundai Steel Red Angels. 

### Avaldsnes IL
El 7 de febrero de 2018, Cho fichó por un año por el Avaldsnes IL, siendo así la primera jugadora surcoreana en fichar en un club noruego. Debutó con el Avaldsnes el 22 de abril en la derrota por 3-0 ante el Vålerenga Fotball Damer.

### West Ham United
En diciembre de 2018, la centrocampista fichó por el West Ham United de la FA Women's Super League inglesa. Debutó en el encuentro inaugural de la temporada contra el Manchester City, el campeón defensor. En febrero de 2019 Cho registró dos asistencias a Alisha Lehmann  en la victoria por 2-1 sobre el Reading.
El 14 de abril de 2019 alcanzó junto al club su primera final de la Women's FA Cup, tras derrotar al Reading en los penales, Cho anotó el penal decisivo.
El 2 de julio de 2021. fichó en el Tottenham Hotspur.

## Selección nacional
Cho fue la capitana de la selección de Corea del Sur en la Copa Mundial Femenina de 2015 en Canadá. Durante la fase de grupos anotó el gol del empate a España, dando así la clasificación de su selección a los octavos por primera vez en su historia. En 2015 fue nombrada jugadora coreana del año por la Asociación de Fútbol de Corea del Sur. Jugó además con su selección la Copa Mundial Femenina de 2019 en Francia.

## Clubes
| Club                          | País          | Año           |
| ----------------------------- | ------------- | ------------- |
| Suwon UDC                     | Corea del Sur | 2009-2010     |
| Hyundai Steel Red Angels      | Corea del Sur | 2011-2017     |
| INAC Kobe Leonessa (préstamo) | Japón         | 2016          |
| Avaldsnes IL                  | Noruega       | 2018          |
| West Ham United               | Inglaterra    | 2019-2021     |
| Tottenham Hotspur (préstamo)  | Inglaterra    | 2021          |
| Tottenham Hotspur             | Inglaterra    | 2021-2023     |
| Birmingham City               | Inglaterra    | 2023-presente |

## Palmarés

### Títulos nacionales
| Título                | Club                     | País          | Año  |
| --------------------- | ------------------------ | ------------- | ---- |
| WK League             | Hyundai Steel Red Angels | Corea del Sur | 2013 |
| WK League             | Hyundai Steel Red Angels | Corea del Sur | 2014 |
| WK League             | Hyundai Steel Red Angels | Corea del Sur | 2015 |
| WK League             | Hyundai Steel Red Angels | Corea del Sur | 2017 |
| Copa de la Emperatriz | INAC Kobe Leonessa       | Japón         | 2016 |

### Títulos internacionales
| Título                 | Club (*)      | Sede     | Año  |
| ---------------------- | ------------- | -------- | ---- |
| Oro en la Universiadas | Corea del Sur | Belgrado | 2009 |

(*): Incluye selección

### Distinciones individuales
| Distinción                   | Año  |
| ---------------------------- | ---- |
| Futbolista del año de la KFA | 2015 |